# False (album)
False è il secondo album della band olandese Gorefest pubblicato nel 1992 dall'etichetta discografica Nuclear Blast.

## Tracce
1. The Glorious Dead – 4:36
2. State of Mind – 5:37
3. Reality / When You Die – 6:33
4. Get-A-Life – 4:27
5. False – 4:37
6. Second Face – 5:18
7. Infamous Existence – 5:41
8. From Ignorance to Oblivion – 5:00
9. The Mass Insanity – 4:18

## Formazione
- Jan Chris de Koeijer - voce, basso
- Boudewijn Bonebakker - chitarra
- Frank Harthoorn - chitarra
- Ed Warby - batteria